# PhotoRec
PhotoRec是一款自由及开源数据恢复软件，采用数据雕刻技术，具有基于文本的用户界面，旨在恢复各种数码相机内存、硬盘和CD-ROM中丢失的文件。它可以恢复超过480个文件扩展名的文件（大约300个文件系列）。且可以添加自定义文件签名，以检测未知文件。
PhotoRec不会尝试写入用户将要恢复的损坏的介质。 而是将恢复的文件写入运行PhotoRec的目录，可以选择任何其他目录。 它可以用于数据恢复或在数字取证环境中使用。PhotoRec与TestDisk捆绑。
PhotoRec兼容于：
- DOS
- Microsoft Windows: NT4, 2000, XP, 2003, 2008, 2016,  Vista, Windows 7, Windows 8, Windows 8.1, Windows 10
- Linux
- FreeBSD, NetBSD, OpenBSD
- SunOS
- macOS
- ARM

## 功能性
FAT，NTFS，ext2 / ext3 / ext4文件系统将文件存储在数据块中（在Windows下称为簇）。在文件系统的格式化过程中，簇或块的大小在初始化后保持在一个恒定的扇区数。 一般来说，大多数操作系统试图以连续的方式存储数据，以尽量减少数据碎片。 机械硬盘的寻道时间对于向/从硬盘写入和读出数据来说是很重要的，所以这就是为什么要把碎片保持在最低水平。
当一个文件被删除时，关于这个文件的元信息（文件名、日期/时间、大小、第一个数据块/群组的位置等）会丢失；例如，在ext3/ext4文件系统中，被删除的文件的名称仍然存在，但第一个数据块的位置被删除。这意味着数据仍然存在于文件系统中，直到部分或全部被新文件数据覆盖为止。